# Gwardia Koszalin
Gwardia Koszalin – polski klub sportowy z siedzibą w Koszalinie, założony 3 czerwca 1946 pod nazwą Milicyjny Klub Sportowy.

## Historia
Zmiany nazw:

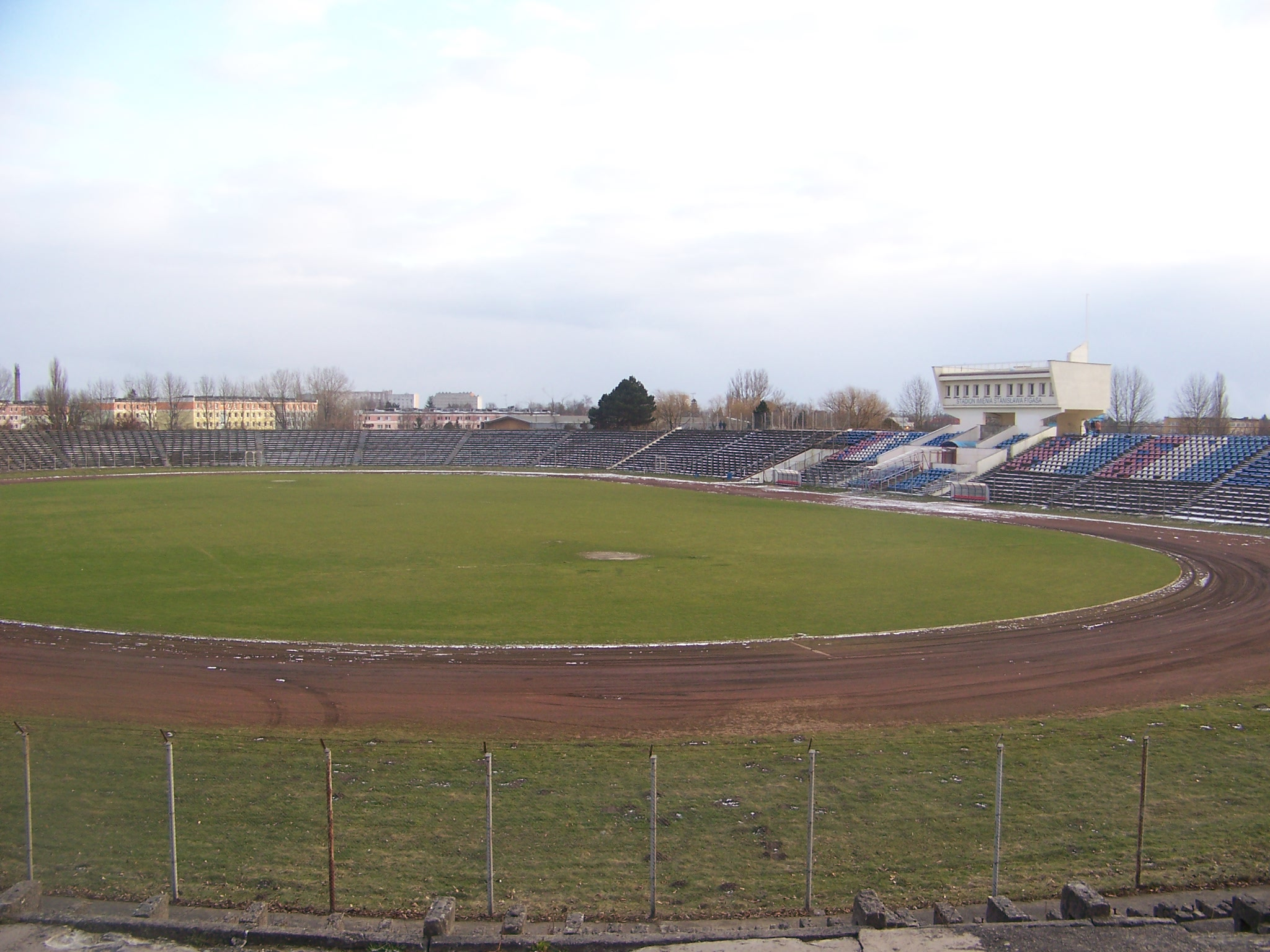
Panorama stadion

- (3 czerwca 1946-1946) Milicyjny Klub Sportowy
- (1946-1946) wznowienie Milicyjny KS. W tym roku klub przestał istnieć. Powodem tego była przeprowadzka władz wojewódzkich do Szczecina. Przeniesiono tam również OZPN z działaczami i Komendę Wojewódzką Milicji. Drużynę przemianowano i oficjalnie zarejestrowano 11 lutego jako KS Zryw Koszalin. (zob. Arkonia Szczecin)
- (1948) ponowne wznowienie Milicyjny KS
- (1948) Gwardia Koszalin
- (1950) ZS Związkowiec (połączenie z Bałtykiem i Pocztowcem)
- (1951) ZS Gwardia (rozpad z połączenie)
- (1957) WCKS Granit (połączenie ze Spartą)
- (25.02.1959) ponownie jako KS Gwardia
- (1996) KSPN Gwardia
- (03.08.2004) Gwardia/Granica (połączenie z Granicą)
- (2005) Gwardia Koszalin

Gwardia Koszalin ma ponad 70-letnią historię, związaną z takimi zawodnikami jak: Alfred Biczyk, Artur Bugaj, Robert Dymkowski, Mirosław Dragan, Janusz Gałuszka, Zygmunt Gilewski, Arkadiusz Gosik, Marcin Janus, Mieczysław Kasperkiewicz, Roman Klasa, Grzegorz Lewandowski, Janusz Makowski, Stefan Mila, Tadeusz Mirek, Mariusz Niewadomski, Mirosław Okoński, Lech Pałka, Dariusz Płaczkiewicz, Piotr Rzepka, Andrzej Rudnicki, Janusz Studziński, Mirosław Trzeciak, Mateusz Zieliński, czy Sebastian Mila.
Największymi osiągnięciami w historii drużyny Gwardii była udana gra w II lidze (odpowiedniku obecnej I ligi) oraz dotarcie do ćwierćfinału Pucharu Polski, w edycji 1975/76. W drodze do jednej czwartej finału Gwardia wyeliminowała wówczas MRKS Gdańsk, Pogoń Szczecin i Górnika Zabrze. Odpadła po ciężkim i emocjonującym meczu ze Śląskiem Wrocław, późniejszym zdobywcą Pucharu Polski.
Okres lat 70. to największe sukcesy piłkarzy. W kolejnych latach, ze zmiennym szczęściem i przerwami Gwardia Koszalin grała w II lidze (odpowiedniku obecnej I ligi) Zadebiutowała w tych rozgrywkach w sezonie 1973/74. Awans ten uzyskała dzięki decyzji PZPN, który powiększył wtedy II ligę do dwóch grup (przed reformą było to 16 drużyn, po reformie 2 grupy po 16) i przyjął zasadę, że każde z 17 województw powinno na początek mieć przynajmniej jeden klub w tej lidze i Gwardia, jako najwyżej sklasyfikowany klub ówczesnego województwa koszalińskiego awansowała. Zespół występował nieprzerwanie w II lidze przez 6 sezonów, dwukrotnie zajmując najwyższe w swej historii 7. miejsce. W sezonie 1978/79 drużyna z Koszalina spadła do III ligi. Później jeszcze trzykrotnie awansowała do II ligi, ale za każdym razem spadała już po roku gry; były to sezony 1980/81, 1986/87 i 1993/94. Następnie do sezonu 2003/04 Gwardia grała w III lidze. Później pogłębiające się kłopoty finansowe spowodowały, że klub został zlikwidowany i w kolejnym sezonie rozpoczął rywalizację w V lidze. W sezonie 2004/2005 doszło do fuzji z innymi koszalińskim klubem Granica, a rozgrywki na tym szczeblu Gwardia kończy awansem do IV ligi. Niedługo jednak trwała przygoda z tym szczeblem zmagań i po sezonie Gwardia/Granica spadła do klasy okręgowej. W kolejny sezonie koszalinianie musieli uznać wyższość Leśnika/Rossy Manowo, który wyprzedził ich w klasyfikacji końcowej. Zespół z Manowa awansował do IV ligi, natomiast reorganizacja sprawiła, że Gwardia znalazła się w nowo utworzonej V lidze i bezapelacyjnie ją wygrała w następnym roku. W sezonie 2008/2009 – Gwardia Koszalin jako beniaminek, pod wodzą Mirosława Świrki, którego pod koniec sezonu zastąpił wracający, Mirosław Skórka, zajmuje 9. miejsce. W klubie dochodzi do roszad w zarządzie, a także skład zasilają zawodnicy w przeszłości reprezentujący trójkolorowych. Cel postawiony przed zespołem jest jasny awans do III ligi. Po rundzie jesiennej zarząd wzmacnia zajmującą zimą 5. miejsce w lidze Gwardię doświadczonymi zawodnikami, by na kolejkę przed końcem sezonu cieszyć się z upragnionego awansu do III ligi bałtyckiej. Sezon ten jest o tyle widowiskowy dla koszalińskiej publiczności, iż Gwardia Koszalin zdobyła również Puchar Polski edycji KOZPN. W finale województwa zachodniopomorskiego 30 czerwca na stadionie Chemika Police rywalem podopiecznych Mirosława Skórki był zdobywca szczecińskiego pucharu Hutnik Szczecin. Górą okazali się Hutnicy. W regulaminowym czasie padł wynik 1:1, dogrywka nie przyniosła rozstrzygnięcia, a rzuty karne lepiej wykonywali gracze ze Szczecina.
Gwardia Koszalin jest klubem wielofunkcyjnym, w którym obecnie funkcjonują autonomiczne sekcje piłki nożnej, piłki ręcznej, judo czy tenisa.
W piłkarskim klubie Gwardia Koszalin trenuje obecnie ok. 300 zawodników. Zespół seniorów występuje w IV lidze. Poza tym, w rozgrywkach na różnych szczeblach biorą udział zespoły juniorów starszych i młodszych, trampkarzy starszych i młodszych, młodzików starszych i młodszych, orlików starszych i młodszych, żaków starszy i młodszy, skrzatów starszy i młodszy.
Mecze rozgrywane są na stadionie o pojemności 25 000 miejsc (w tym 1300 plastikowych krzesełek), znajdującemu się przy ulicy Fałata 34, któremu 27 czerwca 2003 r. nadano nazwę „Stadion imienia Stanisława Figasa”.

## Od 1946 do dziś
1946 – utworzenie „Milicyjnego KS-u” przy KPMO;
1948 – zmiana nazwy klubu na „KS Gwardia”;
1952 – 3. miejsce w III lidze ;
1953 – reorganizacja rozgrywek, 2. miejsce w klasie A , przegrane baraże z Arką Gdynia o awans do II ligi;
1954 – 1. miejsce w klasie A , awans do III ligi ;
1955 – spadek do klasy A ;
1956 – 2. pozycja w klasie A ;
1957 – fuzja Gwardii i Sparty; zmiana nazwy klubu na WCKS Granit i gra w 3 lidze; spadek do klasy A ;
1958 – awans do III ligi ;
1959 – powrót do nazwy Gwardia; drugie miejsce w III lidze ;
1960/61 – zmiana cyklu rozgrywek na "jesień-wiosna"; 1. miejsce w lidze wojewódzkiej  , 2. miejsce w lidze okręgowej ;
1961/62 – 3. pozycja w lidze okręgowej ;
1962/63 – 1. miejsce w lidze okręgowej ; przegrane baraże o II ligę (m.in. z Zawiszą Bydgoszcz i Arką Gdynia);
1963/64 – 6. pozycja w lidze okręgowej;
1964/65 – 2. lokata w lidze okręgowej ; przegrane baraże o II ligę (m.in. z Hutnikiem Kraków, Bałtykiem Gdynia i Olimpią Poznań);
1965/66 – 8. miejsce w lidze okręgowej;
1966/67 – 4. miejsce w lidze okręgowej;
1967/68 – 3. miejsce w lidze okręgowej ;
1968/69 – awans o ligę wyżej ;
1969/70 – 7. miejsce w III lidze;
1970/71 – 4. lokata w III lidze;
1971/72 – 3. pozycja w III lidze ;
1972/73 – 5. miejsce w III lidze;
1973/74 – reorganizacja rozgrywek; 8. miejsce w II lidze (odpowiedniku obecnej I ligi);
1974/75 – 7. miejsce w II lidze;
1975/76 – 7. miejsce w II lidze; odpadnięcie w ćwierćfinale Pucharu Polski ze Śląskiem Wrocław;
1976/77 – 11. miejsce w II lidze;
1977/78 – 10. miejsce w II lidze;
1978/79 – Spadek do III ligi ;
1979/80 – ponowny awans do II ligi ;
1980/81 – spadek do III ligi ;
1981/82 – 5. miejsce w III lidze;
1982/83 – 6. miejsce w III lidze;
1983/84 – 8. miejsce w III lidze;
1984/85 – 7. miejsce w III lidze;
1985/86 – awans do II ligi ;
1986/87 – spadek klasę niżej ;
1987/88 – kolejny drugi z rzędu spadek ;
1988/89 – 1. miejsce w klasie okręgowej , awans do IV ligi ;
1989/90 – 2. miejsce w IV lidze ; 
1990/91 – reorganizacja rozgrywek; 6. miejsce w III lidze;
1991/92 – 1. miejsce w III lidze ; przegrany baraż o II ligę z Sokołem Pniewy;
1992/93 – 2. miejsce w III lidze ; awans do II ligi ;
1993/94 – spadek do III ligi ;
1994/95 – 2. miejsce w III lidze ;
1995/96 – 7. miejsce w III lidze;
1996/97 – 8. miejsce w III lidze;
1997/98 – 2. miejsce w III lidze ;
1998/99 – spadek do IV ligi ;
1999/00 – 3. miejsce w IV lidze ;
2000/01 – awans do III ligi ;
2001/02 – 12. miejsce w III lidze;
2002/03 – 7. miejsce w III lidze;
2003/04 – 10. miejsce w III lidze;
2004/05 – wskutek problemów finansowych nie przystępuje do III ligi ; awans z V do IV ligi ;
2005/06 – spadek do V ligi ;
2006/07 – reorganizacja ligi; 2. miejsce w klasie okręgowej ; awans do V ligi ;
2007/08 – 1. miejsce w V lidze , awans do IV ligi ;
2008/09 – 9. miejsce w IV lidze;
2009/10 – 2. miejsce w IV lidze , awans do III ligi bałtyckiej ; Zdobywca PP KOZPN ; Finalista PP ZZPN ;
2010/11 – 11. miejsce w III lidze; Finalista PP KOZPN ;
2011/12 – 4. miejsce w III lidze; Finalista PP KOZPN ;
2012/13 – 6. miejsce w III lidze;
2013/14 – 3. miejsce w III lidze; Finalista PP KOZPN;
2014/15 – 3. miejsce w III lidze; Zdobywca PP ZZPN ;
2015/16 – 7. miejsce w III lidze; 1/4 finału PP KOZPN;
2016/17 – 1. miejsce w III lidze, awans do II ligi ;
2017/18 – 17. miejsce w II lidze, spadek do III ligi ;
2018/19 – 15. miejsce w III lidze;
2019/20 – 12. miejsce w III lidze;
2020/21 – 18. miejsce w III lidze, spadek do IV ligi ;
2021/22 – 3. miejsce w IV lidze;
2022/23 – 4. miejsce w IV lidze, 1/2 finału PP KOZPN.
2023/24 – 2. miejsce w IV lidze
2024/25 – 6. miejsce w IV lidze